# Mario Van Peebles
Mario Van Peebles (født 15. januar 1957) er en amerikansk filminstruktør og skuespiller, der er bedst kendt for at have instrueret New Jack City i 1991. Han er søn af skuespilleren og filmskaberen Melvin Van Peebles, som han spillede i den biografiske film Baadasssss! fra 2003. Han var også med til at skrive manuskriptet og instruere denne film.

## Opvækst og uddannelse
Mario "Chip" Cain Van Peebles blev født Mario Cain Van Peebles i Mexico City i Mexico, som søn af forfatter, instruktør og skuespiller Melvin Van Peebles og den tyske skuespillerinde og fotograf Maria Marx. Han gik på Saint Thomas More School i Connecticut, hvor han blev færdig i 1974 og fortsatte herefter på Columbia University hvor han fik en bachelorgrad i økonomi i 1978.

## Karriere
Over de næste tre årtier har Van Peebles spillet med i, og instrueret mange forskellige film og tv-serier.
Van Peebles spillede hovedrollen i den kortlivede detektivserie Sonny Spoon. Serien havde kun to korte sæson, som begge blev sendt i 1988, inden det blev annulleret. Han instruerede flere episoderne samt flere episoder af 21 Jump Street. Van Peebles instruerede Malcolm Takes a Shot, en CBS Schoolbreak Special om den lovende high-school basketball-stjerne, hvis forhindringer omfattede epilepsi og hans egen arrogance. Van Peebles medvirkede i en specialafsnit i en cameo-rolle som hovedpersonens Malcolm læge.
I 1986 spillede han rollen som korporal "Stitch" Jones i Elitesoldaten, der blev instrueret og produceret af Clint Eastwood, der også selv spillede hovedrollen.
Han havde sin debut som filminstruktør i 1991 med filmen New Jack City. Den blev fulgt op af Posse i 1993, Panther i 1995 og Love Kills i 1998. I denne periode var han også medinstruktør på Gang in Blue sammen med sin far.
Hans biografiske film BAADASSSSS! fra 2004, beskriver tilblivelsen af hans fars skelsættende film Sweet Sweetback's Baadasssss Song. Han instruerede filmen, og spillede også hovedrollen som sin egen far.
Van Peebles havde en gæsteoptræden som agent Harrison i tv-serien Damages. Van Peebles blev i første omgang bragt over til FX for at instruere nogle få episoder af første sæson, men blev senere castet i den lille rolle som agent. Han medvirkede i elleve episoder.

## Privatliv
Van Peebles er gift med Chitra Sukhu Van Peebles og har fem børn: Makaylo, Mandela, Marley, Maya og Morgana (tre drenge og to piger).

## Filmografi

### Skuespiller (film)
- Sweet Sweetback's Baadasssss Song (1971)
- Exterminator 2 (1984)
- The Cotton Club (1984) (cameo)
- South Bronx Heroes (1985)
- Children of the Night (1985)
- Rappin' (1985)
- Delivery Boys (1985)
- Elitesoldaten (1986)
- Last Resort (1986)
- Hotshot (1987)
- Jaws: The Revenge (1987)
- Identity Crisis (1989)
- Blue Bayou (1990)
- New Jack City (1991)
- Full Eclipse (1992)
- Stomping at the Savoy (1992)
- Posse (1993)
- Highlander: The Final Dimension (1994)
- Gunmen (1994)
- Panther (1995)
- Solo (1996)
- Riot (1997)
- Stag (1997)
- Gang in Blue (1997)
- Los Locos (1997)
- Killers in the House (1998)
- Mama Flora's Family (1998)
- Love Kills (1998)
- Raw Nerve (1999)
- Judgment Day (1999)
- Blowback (2000)
- Ali (2001)
- 10,000 Black Men Named George (2002)
- The Hebrew Hammer (2003)
- BAADASSSSS! (2003)
- Crown Heights (2004)
- Carlito's Way: Rise to Power (2005)
- Hard Luck (2006)
- Across the Line: The Exodus of Charlie Wright (2010)
- All Things Fall Apart (2011)
- We the Party (2012)
- American Warships (2012)
- Red Sky (2014)
- Mantervention (2014)

### Skuespiller (TV)
- One Life to Live (1982–1983)
- The Cosby Show (1985)
- L.A. Law (1986)
- Sonny Spoon (1988)
- 21 Jump Street (1989–1990)
- A Triumph of the Heart: The Ricky Bell Story (1991)
- In the Line of Duty: Street War (1992)
- Living Single (1995)
- Riot (1997, sammen med Luke Perry)
- The Outer Limits (1997)
- Rude Awakening (2000–2001)
- 10,000 Black Men Named George (2002)
- 44 Minutes: The North Hollywood Shoot-Out (2003)
- L.A Riots 29 April 1992 (2004)
- Law & Order (2007)
- All My Children (2008–2009)
- Damages (2007–2009)
- Mario's Green House (2009)
- House houses (2009)
- Hellcats (2011)
- The Game (2011)
- The Finder (2012)
- American Warships (2012)
- Nashville (2014)
- Superstition (2017)

### Instruktør
- 21 Jump Street (1989–1990)
- New Jack City (1991)
- Posse (1993)
- Panther (1995)
- Gang in Blue (1996)
- Love Kills (1999)
- BAADASSSSS! (2003)
- Hard Luck (2006)
- Sons of Anarchy (2008) Sæson 1, episode 10: "Better Half"
- Law & Order (2008) Sæson 19, episode 6: "Sweetie"
- Damages (2008)
- Lost (2010) Sæson 6, episode 7: "Dr. Linus"
- Redemption Road (2010)
- Boss (2011) Sæson 1, episode 3, 6, 8; Sæson 2, episode 6, 9
- All Things Fall Apart (2011)
- We The Party (2012)
- NCIS (2013) Sæson 10, episode 16: "Detour"
- Monday Mornings (2013)
- Zero Hour (2013)
- Nashville (2013) Sæson 2 episode 7: "She's Got You"
- Once Upon A Time (2014) Sæson 3, episode 16; Sæson 4, episode 6 og 10
- Red Sky (2014)
- Empire (2015) Sæson 1, episode 11: "Die But Once"
- The Last Ship (2015) Sæson 2, episode 10: "Friendly Fire"
- USS Indianapolis: Men of Courage (2016)

### Skuespiller (teater)
- Waltz of the Stork (1982)